# توم كروس
توم كروس (بالإنجليزية: Tom Cross) هو سياسي أمريكي، ولد في 3 يوليو 1958 في ناشفيل في الولايات المتحدة. حزبياً، نشط في الحزب الجمهوري. وقد انتخب عضو مجلس نواب إلينوي.